# Vad Gudi täckes, är mig täckt
Vad Gudi täckes, är mig täckt är en gammal psalm i åtta verser av Ambrosius Blaarer utifrån psaltarpsalm nummer 119. Blaarer översatte psaltarpsalmen till tyska, "Wie’s Gott gefallt, so gfallt’s mir auch", redan omkring 1548 och den översattes till svenska av Petrus Brask inför publiceringen i 1695 års psalmbok.
Enligt 1697 års koralbok är det samma melodi som till psalmerna Min Gud, på dig förtröstar jag (nr 70), Allt arbet är ju fåfängt här (nr 97) och Vad min Gud vill, det alltid sker (nr 262).
Inledningsorden i psalmen 1695 är:
Hwad Gudi täckes, är migh täckt
Ehwad hälst är på färde

## Publicerad i
- 1695 års psalmbok som nr 265 under rubriken "Om Tolamod och Förnöijelse i Gudi".
- 1819 års psalmbok som nr 254 under rubriken "Kristligt sinne och förhållande - I allmänhet: Förhållandet till Gud: Glädje i Gud och förnöjsamhet med hans behag under alla skiften".
- 1937 års psalmbok som nr 328 under rubriken "Trons glädje och förtröstan".